# Чолария, Мамия Степанович
Мамия Степанович Чолария (1939 год, село Ткварчели, Абхазская АССР, Грузинская ССР, СССР) — звеньевой колхоза имени Берия Очамчирского района, Абхазская АССР, Грузинская ССР. Герой Социалистического Труда (1948).

## Биография
Родился в 1924 году в крестьянской семье в селе Ткварчели (сегодня — город). В послевоенные годы возглавлял комсомольско-молодёжное полеводческое звено в колхозе имени Берия Очемчирского района, председателем которого был Тото Пехович Аршба.
В 1947 году звено под его руководством собрало в среднем с каждого гектара по 74,2 центнера кукурузы на участке площадью 3 гектара. Указом Президиума Верховного Совета СССР от 21 февраля 1948 года удостоен звания Героя Социалистического Труда за «получение высоких урожаев кукурузы и пшеницы в 1947 году» с вручением ордена Ленина и золотой медали «Серп и Молот» (№ 763).
Этим же указом званием Героя Социалистического Труда был награждён труженик колхоза имени Берия звеньевой Ладико Тахвахович Джгамазия.
В последние годы своей трудовой деятельности работал в госкомлесхозе. После выхода на пенсию проживал в Ткварчели.